# Hövding

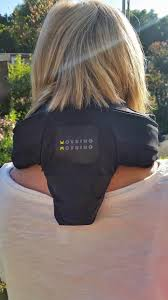
Hövding 1.0

Hövding (schwedisch für ‚Häuptling‘) ist der weltweit erste Airbag für Radfahrer. Das ab 2005  in Schweden entwickelte Produkt wurde ab 2011 von der Hövding Sverige AB mit Sitz in Malmö in Serie hergestellt. 2023 meldete der Hersteller Insolvenz an. Im August 2025 wurde bekanntgegeben, dass die Marke und ihre Patente verkauft wurden und die Entwicklung eines Hövding 4 gestartet habe.

## Eigenschaften
Das auch als „Airbag-Helm“ oder „unsichtbarer Helm“ rezipierte Schutzsystem wird als Kragen um den Hals getragen. Sensorgesteuert wird ein Sturz des Trägers erkannt und der Airbag innerhalb einer Zehntelsekunde aufgeblasen, der beim Aufprall als eine Art luftgefüllter Fahrradhelm den Kopf schützt. Verschiedene externe Untersuchungen (u. a. der Stanford University) ergaben, dass ein Hövding im Vergleich zu klassischen Fahrradhelmen einen bis zu achtmal besseren Schutz gewährleisten kann.

## Geschichte

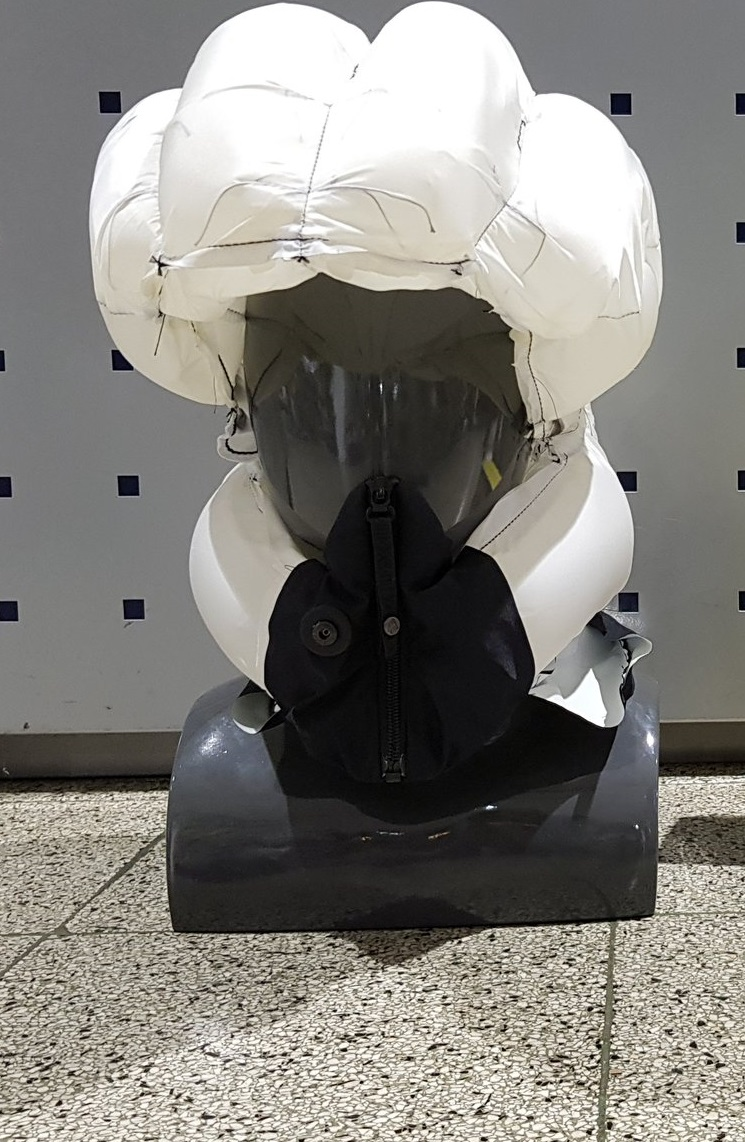
Hövding 2.0 ausgelöst

Seit dem 1. Juli 2005 müssen Kinder unter 15 Jahren in Schweden kraft Gesetz beim Radfahren einen Helm tragen. Im Vorfeld wurde eine Debatte darüber ausgelöst, ob auch für Erwachsene eine Fahrradhelmpflicht gelten soll.
Infolge dieser Debatte und Umfragen, die zeigten, dass Radfahrer sich einen attraktiveren oder idealerweise unsichtbaren und dennoch Sicherheit bietenden Helm wünschten, befassten sich die Schwedinnen Anna Haupt und Terese Alstin während ihres Industriedesign-Studiums an der Universität Lund mit dem Projekt „Helm der Zukunft“. Das Projekt wurde zu ihrer Masterarbeit. Haupt und Alstin erhielten ein Stipendium zur Weiterentwicklung ihres Konzepts nach Abschluss des Studiums. 2005 gewannen Haupt und Alstin den schwedischen Innovationspreis Innovationsbron Ideas Grant, der ihnen die Mittel für die ersten Forschungs- und Entwicklungsarbeiten verschaffte.
2006 gewann der Hövding den führenden skandinavischen Gründerwettbewerb Venture Cup in Schweden. Dadurch wurde die Gründung des Unternehmens Hövding Sweden AB mit Sitz in Malmö durch die beiden Erfinderinnen im selben Jahr ermöglicht. Im August 2011 wurde der Hövding in Kopenhagen mit dem Index-Award, einem der höchstdotierten Designpreise weltweit, ausgezeichnet. Nach mehreren Jahren Forschung und Entwicklung wurde aus dem Konzept das marktfähige Produkt, dessen Serienproduktion 2011 startete. Die Markteinführung erfolgte in Schweden und Norwegen im November 2011.
2014 waren Haupt und Alstin Finalistinnen des Europäischen Erfinderpreises. Am 16. Juni 2015 erfolgte der Börsengang des Unternehmens (Nasdaq First North, Börse Stockholm sowie Börse Frankfurt).  Hövding erhielt im Rahmen des EU-Rahmenprogramms für Forschung und Innovation Horizont 2020 Fördermittel in Höhe von 1,37 Millionen Euro für den Zeitraum von 2016 bis 2020. Zum 31. Dezember 2017 beschäftigte das Unternehmen 33 Mitarbeiter und erwirtschaftete im Geschäftsjahr 2017 einen Umsatz von 56,7 Millionen Kronen (knapp 5,8 Mio. Euro). Trotzdem war Hövding bis 2021 nicht profitabel und verzeichneteten einen Verlust von 7.4 Millionen Kronen (ca. 660.000 €).
Nach Herstellerangaben wurde der Hövding, verfügbar in 16 europäischen Ländern und Japan, bis Juni 2021 mehr als 300.000 Mal verkauft. Auch sollen, laut Herstellerangabe, über 5000 Menschen bei einem Unfall durch den Hövding geschützt worden sein.
Ende 2021 befanden sich mindestens 30 % der Aktien im Besitz des schwedischen Investors Joel Eklund und seiner in Malmö ansässigen Investmentgesellschaft Fosielund Holding AB, weshalb ein Pflichtangebot an alle übrigen Aktionäre erfolgte. Nachdem die Mehrheit der Aktien vom Investor übernommen worden war, erfolgte Mitte 2022 das Delisting der Aktie.
Die schwedische Verbraucherschutzbehörde Konsumentverket erließ am 1. November 2023 aufgrund von Sicherheitsbedenken beim Modell Hövding 3 ein vorläufiges Verkaufsverbot gegen den Hersteller. Am 15. Dezember 2023 kündigte die schwedische Behörde ein dauerhaftes Verkaufsverbot und einen Rückruf für das Produkt Hövding 3 an. Laut Hersteller hat das zuständige Verwaltungsgericht einem Antrag auf Hemmung stattgegeben, wodurch die Entscheidung der schwedischen Verbraucherschutzbehörde über ein sofortiges Verkaufsverbot und den Rückruf aufgehoben wurde. Dennoch stellte der Hersteller am 21. Dezember 2023 einen Insolvenzantrag und erklärte, dass der Vorstand (Vorstandsvorsitzender ist der Mehrheitsgesellschafter Joel Eklund) keine Grundlage für die Fortführung des Unternehmens sieht.

## Modellvarianten
Hövding 1.0Das erste auf den Markt gebrachte Modell des Hövding wird heute als Hövding 1.0 bezeichnet. Es war in zwei Größen (Small, Medium) erhältlich und wog rund 750 bzw. 800 Gramm.
Hövding 2.0Das 2015 eingeführte Nachfolgemodell war der Hövding 2.0, angeboten in drei Größen (Small, Medium, Large), die im Vergleich zum ersten Modell vergrößert wurden. Der Reißverschluss wurde verlängert. Die Mechanik und die Elektronik wurden verbessert, was zu einer Gewichtsreduzierung um etwa 100 Gramm geführt hat (Gesamtgewicht: rund 600 bis 700 Gramm). Der Hövding 2.0 ist außerdem für den Gebrauch mit mehr Arten von Fahrrädern (bspw. Miniräder und Falträder) angepasst. Der USB-Anschluss wurde von der Vorder- auf die Rückseite des Produkts verlegt.
Hövding 3.0Ende Oktober 2019 wurde die dritte Modellgeneration eingeführt. Diese wurde um 100 Gramm (Gesamtgewicht: 800 Gramm) schwerer. Neu sind eine per Bluetooth verbundene App, die Notfallkontakte via SMS bei einem Unfall informiert als auch eine Größenverstellung, sodass man diese Modellgeneration nur noch in einer Größe kaufen kann. Außerdem wurde der bisherige Mini-USB-Stecker zugunsten eines USB-C Anschlusses aufgegeben. Äußerlich hat sich zu der Vorgängergeneration nur wenig geändert: Die Gaskartusche auf der Rückseite ist nicht mehr komplett mit Stoff verhüllt und der Verschluss auf der Vorderseite wurde umgestaltet. Hinzu kam außerdem ein Update Tool für den PC.

## Rezeption
2015: Test durch Folksam
Die schwedische Versicherungsgesellschaft Folksam testet seit 2012 regelmäßig Fahrradhelme. Im Jahr 2015 testete sie den Hövding 2.0 als einen von 18 Helmen für Erwachsene. Der Hövding bietet dem Test zufolge eine mindestens dreimal bessere Stoßdämpfung als alle klassischen Fahrradhelme. Nach EU-Helmstandard (EN 1078) darf auf den Kopf keine Beschleunigung größer 250g wirken. Während die klassischen Helme im Mittel eine Translationsbeschleunigung von 175g erreichten (minimal 140g, maximal 242g), kam der Hövding auf nur 48g. Auch die auf den Kopf wirkende Rotationsenergie wurde deutlich besser reduziert als bei herkömmlichen Helmen.
2016: Stanford University
Ein Team von Bioingenieuren der US-amerikanischen Stanford University führte 2016 mit dem Hövding 2.0 eine Reihe von Falltests durch und kam zu dem Schluss, dass das Risiko einer Gehirnerschütterung im Vergleich zu herkömmlichen Helmen um das Achtfache reduziert ist. Die Dicke und Steifigkeit des Hövding wurde als nahezu perfekt beim Schutz vor Gehirnerschütterungen und Kopfverletzungen beschrieben. Sie stellten jedoch fest, dass der Luftdruck im Helm für eine optimale Leistung entscheidend ist. Wenn er sich nur teilweise aufbläst, könnte der Hövding weniger Schutz bieten als ein Helm aus expandiertem Polystyrol.
2017: Bike Helmet Safety Institute
Schon früh machte das privat finanzierte und im Fachmarkt durch eigene Produkttests anerkannte, 2014 von der führenden Standardisierungsorgansation ASTM mit dem Award of Merit ausgezeichnte und viel zitierte US-amerikanische Bicycle Helmet Safety Institute auf die Entwicklung des Hövding aufmerksam. Intensiv wurde die Entwicklung technisch und marketingorientiert begleitet. Besondere Aufmerksamkeit erlangte das Produkt für das Institut, als am 17. Dezember 2017 die Hersteller einen Antrag auf Ausnahme vom CPSC bicycle helmet standard beantragten. Das BHSI (Bicycle Helmet Safety Institute) beteiligte sich inhaltlich mit einem wissenschaftlichen Kommentar an der Diskussion, indem es das Ausnahmeersuchen mit Begründung durch eigene Tests aller klassischen Prüfkriterien, mit dem Zitieren von Hövding vorgelegter Tests und mit prinzipieller Überlegungen zu Luftpolsterhelmen im Allgemeinen begründet ablehnte. Es wies allerdings auf andere faltbare Helmmodelle hin, die vor allem in Share-Bike-Betrieben eine wichtige Rolle spielen können.
Medien über den Hövding 2.0
In der WDR-Magazinsendung Servicezeit wurde im September 2018 eine Auslösung des Airbags im Selbstversuch gezeigt. Der Hövding erinnerte den Tester an einen dicken Anorak-Kragen. Der Kaltgasgenerator, der bei Auslösung den Airbag mittels Helium aufbläst, sei beim Tragen deutlich zu spüren. Die Akkus sollen circa neun Stunden am Stück halten. Es wurde angemerkt, dass Unfallszenarien denkbar sind, in denen ein normaler Helm besser schütze: Bei einem Frontalcrash mit einem anderen Radfahrer würde der Hövding erst beim Sturz auslösen, während ein normaler Helm direkt schützt.
Im November 2018 kam die Redaktion von Radfahren.de, eine Webseite des Fachverlags BVA BikeMedia, zu der Ansicht, dass der Hövding einen Nachteil gegenüber herkömmlichen Helmen hat: „Wenn man gegen ein Hindernis in Kopfhöhe fährt, kann der Airbag nicht auslösen. Als weitere, kleine Einschränkung kommt hinzu, dass man ihn gelegentlich aufladen muss.“ Der Hövding richte sich vor allem an aufrecht sitzende Alltagsradfahrer, die bisher keinen Helm nutzen. Sportlichen Fahrern drücke die Technik im Kragen umso mehr an den Hinterkopf, je weiter sie den Kopf in den Nacken legen. Ansonsten wurde der Hövding in der Reportage nebst Test positiv aufgenommen.
In einem Test der Zeitschrift Fit for Fun wurden im Januar 2019 einige Vor- und Nachteile des Hövding benannt. So wurde neben dem vergleichsweise hohen Preis vor allem eine mögliche Veränderung der Sitzhaltung bzw. Kopfposition bei sportlichen Radmodellen durch den relativ starren Kragen kritisiert. Für Rennradfahrer sei er nicht empfehlenswert.